# Robert Herman
Robert Herman (* 29. August 1914 in Bronx, New York; † 13. Februar 1997 in Austin, Texas) war ein US-amerikanischer Physiker und Kosmologe.

## Ausbildung und Werken
Herman studierte Physik am City College of New York (Abschluss 1935) und an der Princeton University, wo er 1940 mit einer experimentellen Arbeit über Molekülspektren promovierte. Ab 1942 war er am Applied Physics Lab der Johns Hopkins University. In diese Zeit fiel die gemeinsame Arbeit mit Ralph Alpher und George Gamow, in der sie 1948 die kosmische Hintergrundstrahlung voraussagten. Damals wurde dies kaum beachtet, die Hintergrundstrahlung wurde erst 1964 durch Penzias und Wilson von den Bell Laboratorien nachgewiesen, die dafür 1978 den Nobelpreis bekamen. Herman und Alphers Arbeit wurde aber 1993 durch die Verleihung der Henry Draper Medal der National Academy of Sciences gewürdigt.
Ab 1956 war Herman am General Motors Research Lab, wo er sich teilweise in Zusammenarbeit mit Elliott Montroll der Modellierung von Verkehrsflüssen widmete. Ab 1979 war er Professor für Physik und gleichzeitig für Bauingenieurwesen (Civil Engineering) an der University of Texas at Austin.  

## Preise und Auszeichnungen
- 1959: Frederick-W.-Lanchester-Preis[1]
- 1975: Magellanic Premium mit Ralph Alpher[2]
- 1979: Aufnahme in die American Academy of Arts and Sciences
- 1993: John-von-Neumann-Theorie-Preis und Henry-Draper-Medaille